# 1,7-dioxaspiro-5,5-undecano
Il 1,7-dioxaspiro-5,5-undecano è un composto eterociclico prodotto in natura dalle femmine adulte della mosca delle olive. È il componente principale del feromone sessuale di questa specie ed è prodotto dall'industria come attrattivo dei maschi in programmi di lotta guidata, biotecnica, biologica e integrata.

## Ambiti d'impiego
Il feromone prodotto per via sintetica è distribuito dall'industria chimico-farmaceutica tal quale o come componente di trappole chemiotropiche.
Fino agli anni novanta l'uso del feromone come attrattivo sessuale per i maschi della mosca non dava molto affidamento, sia nelle trappole per monitoraggio sia in quelle per il mass trapping. Il feromone della mosca dell'olivo è infatti caratterizzato da una spiccata volatilità, perciò, a causa del veloce rilascio nell'ambiente, la curva di erogazione subiva un drastico calo dopo 2-3 settimane. Per questo motivo era necessario ricorrere a frequenti sostituzioni, con cadenza mensile nelle tecniche di mass trapping, mentre il comportamento del feromone non permetteva l'individuazione di una soglia di intervento attendibile per l'impiego nelle trappole per monitoraggio.
Dagli anni novanta è migliorata la tecnica di erogazione. La formulazione di complessi con le  ciclodestrine consente di ottenere un rilascio più graduale e una curva di erogazione più regolare e più persistente.
Attualmente il feromone è utilizzato come attrattivo sia nelle trappole per monitoraggio, dove ancora presenta una minore affidabilità rispetto alle trappole cromotropiche, sia nelle trappole per cattura massale, in combinazione con attrattivi alimentari, quali le proteine idrolizzate o un sale d'ammonio. Meno frequente è l'impiego del feromone come attrattivo in trappole chemio-fototropiche e, in ogni modo, limitato esclusivamente a scopi di monitoraggio.
Una prospettiva futura potrebbe essere l'impiego anche nella lotta biotecnica basata sulla confusione sessuale. Questa tecnica, adottata per altre specie, non dispone ancora di una sufficiente casistica per affermarne la validità nella lotta alla Bactrocera oleae.

## Impatto ambientale e tossicologia
Le informazioni sugli effetti che il feromone ha sull'ambiente e sulla salute non sono ancora sufficienti a delinearne l'impatto. Dal punto di vista normativo il prodotto è in fase di valutazione perché interessato dalla quarta fase di applicazione della Direttiva UE n. 414 del 1991, pertanto è incluso nell'Allegato I del Regolamento UE n. 1112 del 2002.